# Maison Templer
La maison Templer ou Templar est une maison située en France sur la commune de Pradelles, dans la région Auvergne-Rhône-Alpes.

## Localisation
La maison est située dans le département français de la Haute-Loire, sur la commune de Pradelles, dans l'ancienne région administrative d'Auvergne.

## Protection
La maison est inscrite au titre des monuments historiques par arrêté du 7 octobre 1935.